# Edita Gruberová
Edita Gruberová (23. prosince 1946 Bratislava – 18. října 2021 Curych) byla slovenská operní pěvkyně. Jednalo se o celosvětově proslulou koloraturní sopranistku, čestnou členku Vídeňské státní opery. Aktivní operní kariéru ukončila v březnu 2019.

## Život
Pocházela z bratislavské Rače. Byla dcerou otce německého původu a maďarské matky. Otec se zachránil před odsunem přijetím slovenské národnosti, ale později byl z politických důvodů vězněn.
Studovala na bratislavské konzervatoři, kde byla její pedagožkou Mária Medvecká, a na Vysoké škole múzických umění v Bratislavě. V roce 1968 debutovala ve Slovenském národním divadle v úloze Rosiny v opeře Lazebník sevillský. Po ukončení studia ale na bratislavské scéně stálé angažmá nezískala a ze studií v Sovětském svazu sešlo kvůli okupaci Československa vojsky Varšavské smlouvy. Zpívala tedy v Banské Bystrici.

### Zahraniční angažmá
V roce 1970 získala první roli ve Vídeňské státní opeře, kde pohostinsky vystoupila poprvé 7. února jako Královna noci v Mozartově Kouzelné flétně, její výkon jí prakticky okamžitě zajistil ve Vídni stálé angažmá. Kvůli omezování při cestování do Vídně ze strany komunistického režimu se rozhodla Československo 23. března 1971 definitivně opustit.
Královnu noci s úspěchem zpívala v roce 1973 i na festivalu v anglickém Glyndebourne a rok později také v Salcburku pod taktovkou Herberta von Karajana, ve Vídni ale dostávala spíš menší role. Průlomem pro její mezinárodní kariéru tak byla nová vídeňská inscenace opery Richarda Strausse Ariadna na Naxu v roce 1976, v níž pod vedením dirigenta Karla Böhma zazářila v roli Zerbinetty (již před tím roli nastudovala pro starší vídeňskou inscenaci). Následovala vystoupení v newyorské Metropolitní opeře, milánské La Scale, v Královské opeře v Londýně, v Pařížské opeře, Bavorské státní opeře a v řadě dalších. Její první vystoupení v Praze se uskutečnilo již v roce 1979 na festivalu Pražské jaro. K příjezdu původně nedostala vstupní vízum, ale vídeňský soubor pohrozil zrušením celého vystoupení, a tak mohla Zerbinettu předvést i před českým publikem.
V dalších letech doplňovala svůj repertoár, nastudovala na 60 velkých rolí, převážně koloraturních, nejvíce italského repertoáru verdiovského, ale i starších autorů (Donizetti, Bellini aj.), a také mozartovské role. Sama si stanovila hranice svého hlasového oboru hlavní rolí ve Verdiho Traviatě nebo Massenetově Manon, které nepřekročila.
Ke svému původu se hlásila i v době, kdy o ni československý stát zájem nejevil. Při jednom silvestrovském uvedení operety Netopýr Johanna Strausse mladšího, vysílaném v 70. letech televizí, přednášela ona i další pěvkyně slovenského původu (Lucia Poppová) dialogy nikoli německy, ale v „bratislavském dialektu“. Po pádu komunistického režimu opakovaně koncertovala v Československu a po jeho rozpadu i v obou nově vzniklých státech.
Ve Vídni, kde ztvárnila více na 45 rolí a vystoupila ve více než 600 představeních, byla čestnou členkou operního souboru. Ve Vídni i ve světě s největší oblibou zpívala v koncertních provedeních oper, kde mohla publiku „lépe zprostředkovat soustředění na hudbu“, od kterého při jevištních uvedeních často odvádí pozornost scéna či režie.
Věnovala se také interpretaci písní (mj. koncert na festivalu Pražské jaro v květnu 2006).
Kariéru operní pěvkyně ukončila v březnu 2019. Po svém posledním představení měla padesátiminutový potlesk. Dále se věnovala koncertnímu zpěvu a výuce.

### Soukromý život
Edita Gruberová žila v Curychu a nedalekém Zollikonu, odkud se ale nezřídka vracela na návštěvy do Bratislavy. Měla dvě dcery, jejím prvním manželem byl hudební vědec Štefan Klimo. Později byl jejím životním partnerem rakouský dirigent a klavírista Friedrich Haider, se kterým často spolupracovala při operních představeních, koncertech a písňových recitálech.